# Andrej Falkh
Andrej Falkh, ljubljanski župan v 16. stoletju.
Falkh je bil trgovec in lekarnar. Župan Ljubljane je bil le nekaj dni med julijem in avgustom leta 1592. Ker je bil protestant, se je moral na ukaz oblasti umakniti katoliškemu županskemu kandidatu Ventorinu Travisanu. 
Umrl je med letoma 1595 in 1599.